# Antonio Baldacci (Ruderer)
Antonio Baldacci (* 31. Mai 1951 in Capraia e Limite) ist ein ehemaliger italienischer Ruderer. Er gewann bei Weltmeisterschaften zwei Bronzemedaillen.

## Sportliche Karriere
Der 1,95 Meter große Antonio Baldacci ruderte für Gruppo Sportivo "Otello Ruini" Vigili del Fuoco.
Bei den Olympischen Spielen 1972 in München trat der italienische Vierer mit Steuermann in der Besetzung Antonio Baldacci, Renzo Sambo, Pasquale Chiabai, Claudio Padoan und Steuermann Alberto Cecchi an. Die Crew belegte den fünften Platz im B-Finale und damit den elften Platz in der Gesamtwertung. Bei den Mittelmeerspielen 1979 in Split gewannen Franco Valtorta und Antonio Baldacci im Zweier ohne Steuermann. Ein Jahr später, bei den Olympischen Spielen in Moskau, ruderten Franco Valtorta und Antonio Baldacci auf den elften Platz.
Im Jahr darauf bei den Weltmeisterschaften 1981 in München gewann der italienische Zweier ohne Steuermann mit Antonio Baldacci und Ezio Pacovich die Bronzemedaille hinter den Booten aus der Sowjetunion und aus den Niederlanden. Auch 1982 bei den Weltmeisterschaften in Luzern ruderten Baldacci und Pacovich im Zweier, die beiden wurden als Zweite des B-Finales Achte der Gesamtwertung. 1983 in Duisburg belegten die beiden den siebten Platz.
1986 bei den Weltmeisterschaften in Nottingham erreichten Piero Carletto, Giovanni Suarez, Ettore Bulgarelli und Antonio Baldacci den fünften Platz im Vierer ohne Steuermann. 1987 siegte bei den Weltmeisterschaften in Kopenhagen der Achter aus den Vereinigten Staaten vor dem Boot aus der DDR und den Italienern mit Ettore Bulgarelli, Giuseppe Di Palo, Antonio Baldacci, Piero Carletto, Giovanni Miccoli, Alfredo Bollati, Annibale Venier, Franco Zucchi und Steuermann Paolo Trisciani. Bei den Olympischen Spielen 1988 in Seoul belegte der italienische Achter mit Antonio Baldacci, Ettore Bulgarelli, Piero Carletto, Giuseppe Di Palo, Renato Gaeta, Giovanni Suarez, Annibale Venier, Franco Zucchi und Steuermann Dino Lucchetta als Sieger des B-Finales den siebten Platz.